# Tindouf
Tindouf ou, em português, Tindufe (em árabe: تندوف) é a principal comuna e a capital da província homônima, na Argélia. Sua população estimada em 2008 era de 45 966 habitantes.